# Ramon Estevez
Ramon Luis Estevez, manchmal Ramon Sheen, (* 7. August 1963 in New York City) ist ein US-amerikanischer Schauspieler.
Estévez, der Sohn von Martin Sheen und dessen Frau Janet Estévez (geborene Templeton), ist der Bruder von Emilio Estevez, Charlie Sheen und Renée Estevez. Als Schauspieler tritt er immer seltener als Ramón Estévez und dafür vermehrt als Ramon Sheen auf. Im Jahr 2003 spielte Estévez in der Serie The West Wing – Im Zentrum der Macht neben Martin Sheen in der Folge Guns Not Butter eine kleine Rolle als Geschäftsmann. Von 1982 bis einschließlich 2015 war er in 20 Film- und Fernsehproduktionen zu sehen.
Mit Estevez Sheen Productions war Estevez in den Jahren 2012 bis 2014 an der Produktion der Serie Anger Management beteiligt. 2015 war er Ko-Produzent des Films Badge of Honor.

## Filmografie (Auswahl)
- 1982: Unter den Augen der Justiz (In the Custody of Strangers)
- 1983: Dead Zone – Der Attentäter (Dead Zone)
- 1985: The Fourth Wise Man
- 1985: That Was Then… This Is Now
- 1986: A State of Emergency
- 1987: Torture – Trauma der Vergeltung (Turnaround)
- 1989: Beverly Hills Brats
- 1989: La Chute des Aigles
- 1989: La Bahía Esmeralda
- 1989: Ein Leben für die Liebe (Pasión de hombre)
- 1990: Ein fremder Klang (Cadence)
- 1991: Alligator II – Die Mutation (Alligator II: The Mutation)
- 1993: Sandman
- 1995: The Expert – Kalt und gnadenlos (The Expert)
- 1997: Die Verschwörung im Schatten (Shadow Conspiracy)
- 2003: The West Wing – Im Zentrum der Macht